# Henry Baillie
Le colonel Henry James Baillie PC (1803 – 16 décembre 1885), est un politicien conservateur britannique. Il sert sous Lord Derby comme Sous-secrétaire d'État à l'Inde de 1858 à 1859.

## Biographie
Il est le fils du colonel Hugh Duncan Baillie (en), fils d'Evan Baillie (en), et de sa première épouse Elizabeth, fille du révérend Henry Reynett. Peter Baillie et James Evan Baillie sont ses oncles . Il fait ses études au Collège d'Eton .
Baillie est un ami de Benjamin Disraeli et, en 1835, il est appelé par Disraeli pour lui servir de second (après le refus d'Alfred d'Orsay), lorsqu'il apparut que Disraeli et Morgan O'Connell, le fils de Daniel O'Connell, allaient se battre dans un duel, qui n'a apparemment pas eu lieu. En 1840, Baillie est élu député d' Inverness-shire et conserve ce siège jusqu'en 1868. Au début des années 1840, il est associé au fameux mouvement de Young England, dont Disraeli est le chef. Un autre membre de ce groupe, George Smythe (7e vicomte Strangford), est le beau-frère de Baillie. Il a apparemment rompu avec Robert Peel au sujet des Corn Laws et accepté un poste mineur dans le gouvernement de Lord Derby en 1852 en tant que secrétaire adjoint du Board of Control. Il occupe de nouveau un poste avec Derby en tant que Sous-secrétaire d'État à l'Inde de 1858 à 1859. En 1866, il est admis au Conseil privé.

## Famille
Baillie épouse d'abord l'honorable Philippa Eliza Sydney Smythe, fille de Percy Smythe, 6e vicomte Strangford, en 1840. Ils ont plusieurs enfants. Après la mort de Philippa en juin 1854, il épouse en secondes noces Clarissa Rush, fille de George Rush, en 1857. Baillie est décédé à l'âge de 82 ans .